# Blue (Da Ba Dee)
Blue (Da Ba Dee) ist ein Eurodance-Lied der italienischen Musikgruppe Eiffel 65. Es wurde von Jeffrey Jey, Maury Lobina und Massimo Gabutti im Jahr 1998 geschrieben und produziert. Das Lied wurde im Frühjahr/Sommer 1999 zunächst als Single, später dann auf dem Debütalbum Europop veröffentlicht. Es ist die erfolgreichste Single-Veröffentlichung der Gruppe und belegte in über 15 Ländern teils mehrere Wochen den ersten Platz der Verkaufscharts.

## Entstehung
Im Oktober 1998 spielte Maurizio Lobina die Melodie auf dem Klavier in den Studios der Bliss Corporation, daraufhin schlug der Inhaber des Labels und Produzent Massimo Gabutti vor, einen Dance-Song daraus zu entwickeln. Jeffrey Jey steuerte den Liedtext bei. Die Farbe Blau steht dabei laut Jey für den Lebensstil einer Person, der alle ihr wichtigen Dinge umfasst (girlfriend, car, house). Die Textzeile „Da Ba Dee“ wurde verwendet, da sie sprachen- und länderübergreifend verständlich ist.

## Produktion
Laut Aussage von Gabry Ponte wurde das Lied mit Emagic Logic und einem Soundcraft-Spirit-24-Tonmischpult produziert. Die Drums stammen von einer Sample-Schallplatte, der Leadsound wurde mit einem Roland Juno-106, der Bass mit einem Roland S-760 Sampler generiert. Beim Gesang wollte man den Effekt emulieren, der auch bei Believe von Cher Verwendung fand. Damals war der Band nicht bekannt, dass der Effekt mit Auto-Tune erzeugt wurde, stattdessen wurde die Verfremdung der Stimme mittels eines Harmonizers erzielt.

## Musikvideo
Zu dem Lied produzierte die Medienabteilung der Bliss Corporation BlissCoMedia 1999 ein Musikvideo, für das unter anderem das Programm 3ds Max verwendet wurde. Auf YouTube verzeichnet das Musikvideo über 310 Millionen Aufrufe und mehr als 3 Millionen Likes (Stand: Juli 2024). Die Geschichte für das Musikvideo wurde von Jeffrey Jey und BlissCo-Mitarbeiter Davide La Sala entworfen. Es zeigt zu Beginn die Mitglieder der Band auf verschiedenen Monitoren, die über bewegliche, sich rotierende Roboterarme verfügen, abgebildet. Während eines Konzert wird Jey von den zwei blauen Aliens Zorotl und Sayok6 entführt und auf ihren Planeten Tukon4 verschleppt. Lobina und Ponte steigen daraufhin in ihr eigenes Raumschiff und verfolgen die Entführer. In der nächsten Szene kämpfen sie gegen die Aliens, während Jey vom Raumschiff auf eine Bühne, die sich vor einem Alienpublikum befindet, teleportiert wird. Kurz darauf wird er von seinen Bandkollegen wieder eingesammelt und zusammen reisen sie zurück zur Erde. Die Tukon4-Bewohner fordern sie daraufhin auf bald wieder zurückzukommen, woraufhin sie umkehren und ein Konzert spielen.

## Neuauflagen
- Im Jahr 2008 veröffentlichten die Bandmitglieder Jeffrey und Maury Lobina unter dem Namen Bloom 06 eine neue Version des Songs, sie erschien in Italien auf der EP Club Test 01 und in Deutschland, Österreich und der Schweiz als Bonustrack auf der Single Being Not Like You. Seit der Wiedervereinigung Eiffel 65s im Jahr 2010 wird sie auch bei Liveauftritten der Band gespielt.[8]
- Bandmitglied Gabry Ponte veröffentlichte 2009 zusammen mit den DJs from Mars anlässlich des zehnjährigen Jubiläums des Lieds einige Remixe unter dem Titel Eiffel 65 – (A Decade In) Blue (Da Ba Dee) – Remix 2009
- Zwischen 2016 und 2018 wurden eine Reihe offizieller Remixe veröffentlicht, darunter von Boostedkids & Monkey Bros, Luis Rodriguez und Da Tweekaz, Code Black und Adrenalize als Team Blue.

## Kommerzieller Erfolg

### Chartplatzierungen
Blue wurde 1999 an einige Radiosender und DJs verschickt und verschwand in der Versenkung. Erst als Blue im April 1999 in die italienische Radio-Rotation kam, entwickelte der Song sich zu einem Verkaufsschlager. Schnell gab es Lizenzierungsanfragen, im Juli 1999 wurde Blue dann nahezu europaweit veröffentlicht. Daraufhin dominierte das Lied für einige Wochen, zum Teil Monate, die Hitparaden und stieg in über 15 Ländern bis auf Platz eins. In Deutschland belegte Blue (Da Ba Dee) ab August 1999 für neun Wochen die Chartspitze der Singlecharts sowie ab September 1999 für drei Wochen die Chartspitze der Airplaycharts. Darüber hinaus erreichte die Single auch die Chartspitze in Österreich, der Schweiz und dem Vereinigten Königreich. Mit einiger Verzögerung nahm die führende New Yorker Radiostation Z100 den Song in ihr Programm und verhalf damit der Band 2000 auch in den USA zum Durchbruch. In den US-amerikanischen Billboard Hot 100 stieg die Single bis auf Platz sechs.
| ChartsChartplatzierungen       | Höchstplatzierung | Wochen |
| ------------------------------ | ----------------- | ------ |
| Deutschland (GfK)              | 1 (29 Wo.)        | 29     |
| Italien (FIMI)                 | 3 (13 Wo.)        | 13     |
| Österreich (Ö3)                | 1 (23 Wo.)        | 23     |
| Schweiz (IFPI)                 | 1 (35 Wo.)        | 35     |
| Vereinigte Staaten (Billboard) | 6 (20 Wo.)        | 20     |
| Vereinigtes Königreich (OCC)   | 1 (26 Wo.)        | 26     |

| ChartsJahrescharts (1999)    | Platzierung |
| ---------------------------- | ----------- |
| Deutschland (GfK)            | 2           |
| Österreich (Ö3)              | 4           |
| Schweiz (IFPI)               | 2           |
| Vereinigtes Königreich (OCC) | 2           |

| ChartsJahrescharts (2000)      | Platzierung |
| ------------------------------ | ----------- |
| Vereinigte Staaten (Billboard) | 49          |

### Auszeichnungen für Musikverkäufe
| Land/Region                  | Auszeichnungen für Musikverkäufe (Land/Region, Auszeichnung, Verkäufe) | Verkäufe  |
| ---------------------------- | ---------------------------------------------------------------------- | --------- |
| Australien (ARIA)            | 3× Platin                                                              | 210.000   |
| Belgien (BRMA)               | 2× Platin                                                              | 100.000   |
| Dänemark (IFPI)              | Platin                                                                 | 90.000    |
| Deutschland (BVMI)           | 5× Gold                                                                | 1.250.000 |
| Finnland (IFPI)              | Gold                                                                   | 7.957     |
| Frankreich (SNEP)            | Diamant                                                                | 750.000   |
| Italien (FIMI)               | 2× Platin                                                              | 200.000   |
| Kanada (MC)                  | Gold                                                                   | 50.000    |
| Neuseeland (RMNZ)            | 2× Platin                                                              | 60.000    |
| Niederlande (NVPI)           | Gold                                                                   | 50.000    |
| Österreich (IFPI)            | Platin                                                                 | 50.000    |
| Schweden (IFPI)              | 3× Platin                                                              | 90.000    |
| Schweiz (IFPI)               | 2× Platin                                                              | 100.000   |
| Spanien (Promusicae)         | Platin                                                                 | 60.000    |
| Vereinigtes Königreich (BPI) | 3× Platin                                                              | 1.800.000 |
| Insgesamt                    | 4× Gold · 22× Platin · 1× Diamant ·                                    | 4.867.957 |

## Coverversionen (Auswahl)
- Klaus & Klaus nahmen 1999 eine deutsche Version mit dem Titel Schön Blau (Da Ba Dee) auf.
- Max Raabe sang 2001 mit dem Palast Orchester seine Version des Liedes für das Album Superhits.[27]
- Der Rapper Flo Rida coverte den Refrain in seinem Song Sugar (2009).[28]
- Das deutsche DJ-Projekt Michael Mind Project nahmen zusammen mit dem US-amerikanischen Sänger Dante Thomas 2012 den Song als Grundlage für den Song Feeling So Blue.[29]
- Der kanadische DJ und Produzent Dzeko coverte Blue (Da Ba Dee) gemeinsam mit dem kolumbianischen Duo F4ST in einer Future-House-Version.
- Alex Christensen und The Berlin Orchestra veröffentlichten 2018 gemeinsam mit Bars and Melody eine Orchester-Version des Liedes.
- Der YouTuber Gurkensohn erreichte mit dem Video seiner Coverversion Ich bin Grün über 3 Millionen Views.[30]
- Die schwedische Sängerin Nea benutzte 2019 die Melodie des Refrains in ihrem Lied Some Say. Das Lied wurde 2020 vom deutschen DJ Felix Jaehn geremixt.
- Der italienische Rapper Shiva veröffentlichte 2020 das Lied Auto blu, das auf einem Sample von Blue aufbaut. Eiffel 65 sind als zusätzliche Interpreten genannt.
- SpongeBob Schwammkopf, das Musikprojekt um die Cartoon-Figur coverte das Stück in einer deutschsprachigen Version für Kinder mit dem Titel Mein Schuh für das Album Schwammtastisch.[31]
- Die Rapper RAF Camora und Bonez MC verwendeten 2021 ein Sample des Songs in ihrer Single Blaues Licht.
- Die deutsche Fun-Metal-Band J.B.O. veröffentlichten im Dezember 2021 ein Metal-Cover mit deutschem Text unter dem Titel Planet Pink.
- 2022 verwendete die deutsche Sängerin Florentina die Melodie von Blue als Sample in ihrem Lied Halb 3.
- David Guetta und Bebe Rexha veröffentlichten im Sommer 2022 den auf Blue (Da Ba Dee) aufbauenden Song I’m Good (Blue), der international hohe Chartplatzierungen erreichte. In Deutschland, Österreich und der Schweiz erreichte er Platz eins der Singlecharts und wurde in Deutschland und Österreich mit der Platinschallplatte ausgezeichnet.

## Trivia
2013 wurde ein Ausschnitt von Blue in der Eröffnungsszene des Films Iron Man 3 verwendet. Für die Veröffentlichung in China wurde von Jeffrey Jey eigens das Intro des Songs auf Mandarin neu eingesungen.